# 27062 Brookeminer
27062 Brookeminer este o planetă minoră (asteroid) din centura de asteroizi. A fost descoperită pe 17 septembrie 1998 la Stația Anderson Mesa de Lowell Observatory Near-Earth-Object Search. 
Obiectul prezintă o orbită caracterizată de o semiaxă mare de 2,4021988 UAi, o excentricitate de 0,12, o înclinație de 1,6265 ° în raport cu ecliptica.